# 2010 GB174
2010 GB174 ist ein Asteroid, der am 12. April 2010 am Mauna Kea entdeckt wurde und zur Gruppe der Kuipergürtel-Planetoiden gehört. Der Asteroid läuft auf einer hoch exzentrischen Bahn in über 6000 Jahren um die Sonne. Die Bahnexzentrizität seiner Bahn beträgt 0,86, wobei diese 21,6° gegen die Ekliptik geneigt ist.